# Alligatorjufferduif
De alligatorjufferduif (Ptilinopus alligator) is een vogel uit de familie Columbidae (duiven). 

## Verspreiding en leefgebied
Deze soort is endemisch in noordelijk Australië.